# (36950) 2000 SL260
2000 SL260 (asteroide 36950) é um asteroide da cintura principal. Possui uma excentricidade de 0.05609550 e uma inclinação de 2.36250º.
Este asteroide foi descoberto no dia 24 de setembro de 2000 por LINEAR em Socorro.